# ام‌اس کلیپر پوینت
ام‌اس کلیپر پوینت (به انگلیسی: MS Clipper Point) یک کشتی است که طول آن ۱۴۲ متر (۴۶۵ فوت ۱۱ اینچ) می‌باشد. این کشتی  در سال ۲۰۰۶ ساخته شد.